# Lovre Kalinić
Lovre Kalinić (* 3. April 1990 in Split, SFR Jugoslawien) ist ein kroatischer Fußballspieler. Der Torwart steht bei Hajduk Split unter Vertrag.

## Karriere

### Verein
Kalinić wurde beim NK Solin und in der Jugend seines Heimatvereins Hajduk Split ausgebildet. Nachdem der großgewachsene Torhüter mit 19 in den Profikader Splits berufen worden war, spielte er für diverse unterklassige Mannschaften Kroatiens als Leihspieler, um Praxis zu sammeln. Lediglich die Saison 2015/16 absolvierte er mit den Hafenstädtern als Stammtorwart. Er gewann mit Hajduk einmal den kroatischen Pokal und holte eine Vizemeisterschaft.
Im Januar 2017 wechselte er in die belgische Pro League zur KAA Gent und wurde für seine ersten 19 Spiele zum Torhüter der Division 1A 2016/17 gewählt.
Im Dezember 2018 gab der englische Zweitligist Aston Villa bekannt, Kalinić im Wintertransferfenster zu verpflichten und mit ihm ein bis 2023 gültiges Arbeitspapier zu unterzeichnen. Dies wurde am 1. Januar 2019 offiziell bestätigt.
Mitte Januar 2021 kehrte Kalinić auf Leihbasis zu seinem Ex-Klub Hajduk Split zurück.

### Nationalmannschaft
Sein Debüt gab er am 12. November 2014 in einem Freundschaftsspiel gegen Argentinien. Zuvor hatte er von 2011 bis 2013 sechs Partien für die kroatische U21-Auswahl bestritten.
Bei der Europameisterschaft 2016 in Frankreich wurde er als Ersatztorhüter in das kroatische Aufgebot aufgenommen, wurde aber nicht eingesetzt. 2018 in Russland wurde er als Ersatztorhüter (ein Einsatz) mit der Mannschaft Vizeweltmeister. Er war bei der Europameisterschaft 2021 Bestandteil des kroatischen Kaders, der bei dem Turnier im Achtelfinale gegen Spanien ausschied.

## Erfolge
Vereine
- Hajduk Split
  - Vizemeister: 2010/11
  - Kroatischer Pokalsieger: 2012/2013

Nationalmannschaft
- Vizeweltmeister: 2018